# Campionati del mondo di ciclismo su pista 2017 - Keirin femminile
La keirin femminile ai Campionati del mondo di ciclismo su pista 2017 si svolse il 16 aprile 2017.

## Podio
| Pos.    | Atleta           | Nazionalità | GAP    |
| ------- | ---------------- | ----------- | ------ |
| Oro     | Kristina Vogel   | Germania    |        |
| Argento | Martha Bayona    | Colombia    | +0.061 |
| Bronzo  | Nicky Degrendele | Belgio      | +0.130 |

## Risultati

### Primo turno
Si qualificano per il secondo turno le prime due di ogni batteria, le altre vanno ai ripescaggi.

#### Batteria 1
| Posizione | Atleta              | Nazione     | Gap    | Note |
| --------- | ------------------- | ----------- | ------ | ---- |
| 1         | Kristina Vogel      | Germania    |        | Q    |
| 2         | Shanne Braspennincx | Paesi Bassi | +0.054 | Q    |
| 3         | Helena Casas        | Spagna      | +0.889 |      |
| 4         | Tatiana Kiseleva    | Russia      | +1.006 |      |
| 5         | Miglė Marozaitė     | Lituania    | +1.186 |      |
| 6         | Yuli Verdugo        | Messico     | +1.234 |      |
| 7         | Lin Junhong         | Cina        | +1.652 |      |

#### Batteria 2
| Posizione | Atleta              | Nazione       | Gap    | Note |
| --------- | ------------------- | ------------- | ------ | ---- |
| 1         | Stephanie Morton    | Australia     |        | Q    |
| 2         | Guo Shuang          | Cina          | +0.016 | Q    |
| 3         | Emma Hinze          | Germania      | +0.408 |      |
| 4         | Lyubov Shulika      | Ucraina       | +0.565 |      |
| 5         | Lee Hye-jin         | Corea del Sud | +0.617 |      |
| 6         | Anastasia Voynova   | Russia        | +0.873 |      |
| 7         | Laurine van Riessen | Paesi Bassi   | +0.911 |      |

#### Batteria 3
| Posizione | Atleta           | Nazione       | Gap    | Note |
| --------- | ---------------- | ------------- | ------ | ---- |
| 1         | Lee Wai Sze      | Hong Kong     |        | Q    |
| 2         | Nicky Degrendele | Belgio        | +0.055 | Q    |
| 3         | Kaarle McCulloch | Australia     | +0.079 |      |
| 4         | Katy Marchant    | Gran Bretagna | +0.246 |      |
| 5         | Kate O'Brien     | Canada        | +0.348 |      |
| 6         | Pauline Grabosch | Germania      | +0.400 |      |
| 7         | Tania Calvo      | Spagna        | +0.444 |      |

#### Batteria 4
| Posizione | Atleta             | Nazione   | Gap    | Note |
| --------- | ------------------ | --------- | ------ | ---- |
| 1         | Martha Bayona      | Colombia  |        | Q    |
| 2         | Simona Krupeckaitė | Lituania  | +0.003 | Q    |
| 3         | Daniela Gaxiola    | Messico   | +0.057 |      |
| 4         | Holly Takos        | Australia | +0.247 |      |
| 5         | Shannon McCurley   | Irlanda   | +1.014 |      |
| 6         | Olena Starikova    | Ucraina   | DNF    |      |

- Q = qualificate al secondo turno

### Ripescaggi
La vincitrice di ogni batteria si qualifica per il secondo turno.

#### Batteria 1
| Posizione | Atleta            | Nazione   | Gap    | Note |
| --------- | ----------------- | --------- | ------ | ---- |
| 1         | Anastasia Voynova | Russia    |        | Q    |
| 2         | Helena Casas      | Spagna    | +0.028 |      |
| 3         | Kate O'Brien      | Canada    | +0.281 |      |
| 4         | Holly Takos       | Australia | +0.446 |      |
| 5         | Lin Junhong       | Cina      | +0.996 |      |

#### Batteria 2
| Posizione | Atleta        | Nazione       | Gap    | Note |
| --------- | ------------- | ------------- | ------ | ---- |
| 1         | Lee Hye-jin   | Corea del Sud |        | Q    |
| 2         | Yuli Verdugo  | Messico       | +0.089 |      |
| 3         | Katy Marchant | Gran Bretagna | +0.198 |      |
| 4         | Emma Hinze    | Germania      | +0.243 |      |

#### Batteria 3
| Posizione | Atleta           | Nazione   | Gap    | Note |
| --------- | ---------------- | --------- | ------ | ---- |
| 1         | Lyubov Shulika   | Ucraina   |        | Q    |
| 2         | Kaarle McCulloch | Australia | +0.254 |      |
| 3         | Tania Calvo      | Spagna    | +0.369 |      |
| 4         | Pauline Grabosch | Germania  | +0.382 |      |
| 5         | Miglė Marozaitė  | Lituania  | +0.487 |      |

#### Batteria 4
| Posizione | Atleta              | Nazione     | Gap    | Note |
| --------- | ------------------- | ----------- | ------ | ---- |
| 1         | Laurine van Riessen | Paesi Bassi |        | Q    |
| 2         | Daniela Gaxiola     | Messico     | +0.108 |      |
| 3         | Tatiana Kiseleva    | Russia      | +0.272 |      |
| 4         | Shannon McCurley    | Irlanda     | +0.325 |      |
| 5         | Olena Starikova     | Ucraina     | +0.834 |      |

- Q = qualificate al secondo turno

### Secondo turno
Si qualificano per la finale le prime tre atlete di ogni batteria, le altre 3 si qualificano per la finale di consolazione.

#### Batteria 1
| Posizione | Atleta              | Nazione     | Gap    | Note |
| --------- | ------------------- | ----------- | ------ | ---- |
| 1         | Kristina Vogel      | Germania    |        | Q    |
| 2         | Martha Bayona       | Colombia    | +0.065 | Q    |
| 3         | Nicky Degrendele    | Belgio      | +0.102 | Q    |
| 4         | Anastasia Voynova   | Russia      | +0.149 |      |
| 5         | Laurine van Riessen | Paesi Bassi | +0.362 |      |
| 6         | Guo Shuang          | Cina        | +0.520 |      |

#### Batteria 2
| Posizione | Atleta              | Nazione       | Gap    | Note |
| --------- | ------------------- | ------------- | ------ | ---- |
| 1         | Stephanie Morton    | Australia     |        | Q    |
| 2         | Shanne Braspennincx | Paesi Bassi   | +0.030 | Q    |
| 3         | Simona Krupeckaitė  | Lituania      | +0.316 | Q    |
| 4         | Lyubov Shulika      | Ucraina       | +0.529 |      |
| 5         | Lee Wai Sze         | Hong Kong     | +0.739 |      |
| –         | Lee Hye-jin         | Corea del Sud |        | DNF  |

### Finali

#### Finale di consolazione
| Posizione | Atleta              | Nazione       | Gap    | Note |
| --------- | ------------------- | ------------- | ------ | ---- |
| 7         | Laurine van Riessen | Paesi Bassi   |        |      |
| 8         | Anastasia Voynova   | Russia        | +0.090 |      |
| 9         | Lyubov Basova       | Ucraina       | +0.180 |      |
| 10        | Lee Wai Sze         | Hong Kong     | +0.332 |      |
| 11        | Guo Shuang          | Cina          | +0.465 |      |
| 12        | Lee Hye-jin         | Corea del Sud | +0.851 |      |

#### Finale
| Posizione | Atleta              | Nazione     | Gap    | Note |
| --------- | ------------------- | ----------- | ------ | ---- |
| 1         | Kristina Vogel      | Germania    |        |      |
| 2         | Martha Bayona       | Colombia    | +0.061 |      |
| 3         | Nicky Degrendele    | Belgio      | +0.130 |      |
| 4         | Stephanie Morton    | Australia   | +0.257 |      |
| 5         | Shanne Braspennincx | Paesi Bassi | +0.288 |      |
| 6         | Simona Krupeckaitė  | Lituania    | +1.480 |      |